# 土耳其共产党/马列—运动
土耳其共产党/马列—运动（土耳其語：Türkiye Komünist Partisi/Marksist-Leninist - Hareketi，缩写为TKP/ML Hareketi）是土耳其的一个已不存在的地下共产主义政党。该党成立于1976年，分裂自土耳其共产党/马列。1978年，该党少数派脱党成立土耳其共产党/马列（新建设组织）。1980年，该党宣布放弃毛主义，转而奉行霍查主义。但是，与土耳其革命共产党不同，该党从未得到阿尔巴尼亚劳动党的正式认可。1994年9月，该党与土耳其共产主义工人运动合并为马列主义共产党。